# 石霞渓

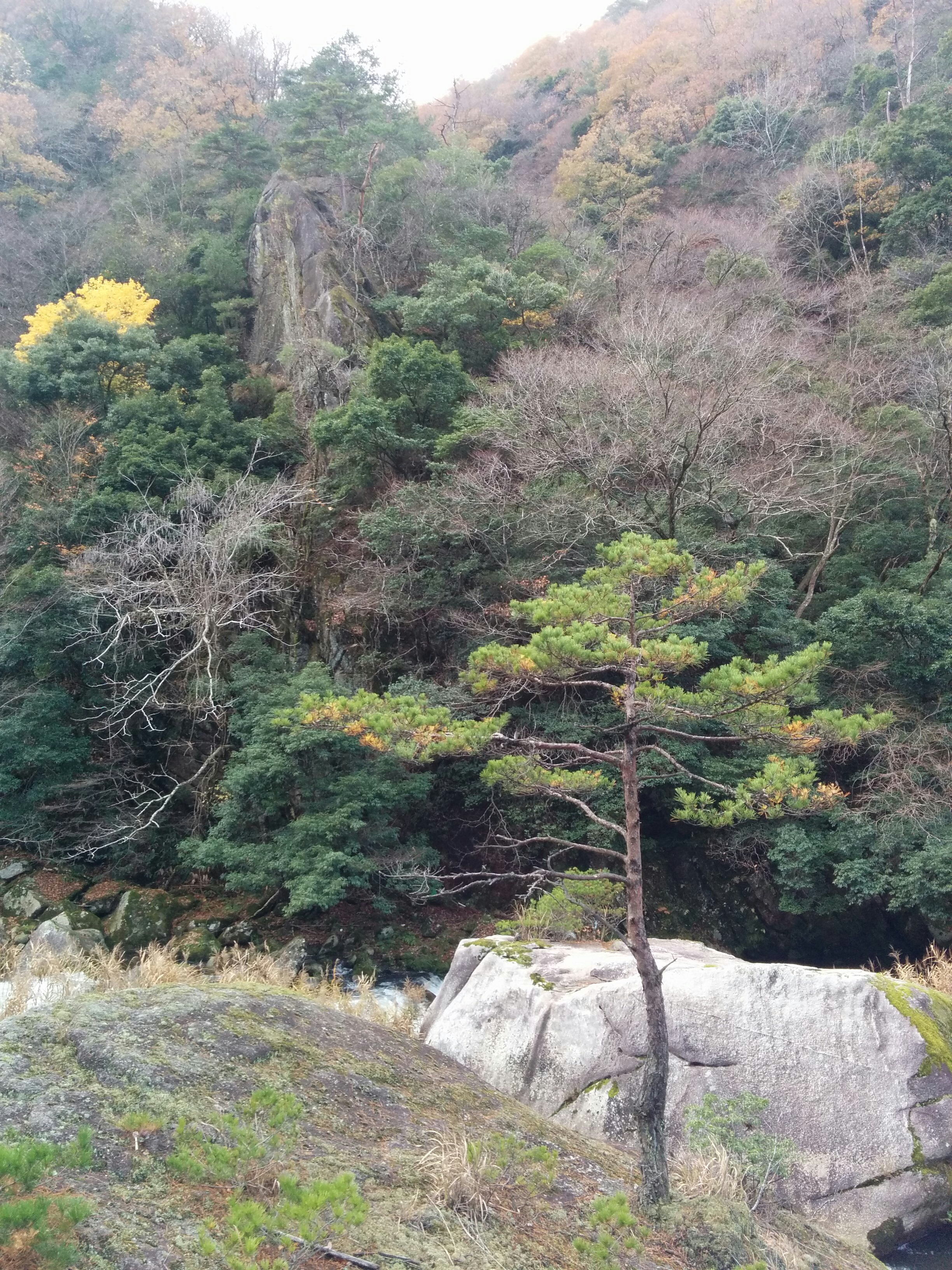
石霞渓

石霞渓（せっかけい）は、鳥取県日野郡日南町に位置する渓谷。奥日野県立自然公園の指定区域内にある。現在、一般的に現在石霞渓と呼称されている区域は南石霞渓を指す。

## 概要
日南町生山地区周辺を中心とし、印賀川にかかる部分を北石霞渓、日野川にかかる部分を中石霞渓、石見川にかかる部分を南石霞渓と呼ぶ。北石霞渓は穏やかな流れで、淵や浅瀬が多いのに対し、南石霞渓は花崗岩を浸食した断崖が差し迫り、数多くの奇岩が見られる。
中でも高さ15mの獅子岩は圧巻で、他に仙人岩、畳岩、桃岩、天狗岩などの奇岩、怪石や、地元の奇譚が伝わるお虎淵などがある。春の桜、初夏のツツジ、秋は紅葉など色とりどりの景色を見せる。
とりわけツツジの種類は多く、キシツツジ、ヤマツツジ、ダイセンミツバツツジが咲く。中石霞渓を形成する山の斜面の一角には、蝙蝠窟とよばれる洞窟があり、キクガシラコウモリの生息が確認されている。

## 第二類名勝の指定
大正時代、教育者で神官でもあった山上村の内藤岩雄や根雨小学校長の池田茂一郎（鉄州）らが中心となり、景勝地として普及活動を行った。その結果、史蹟名勝天然紀念物保存法に基づき、1932年（昭和7年）2月28日付けの文部省告示第59号により、日野上村生山植松坂上など8カ所が「石霞渓」の名称で第二類名勝の指定を受けた。
戦後、史蹟名勝天然紀念物保存法は廃止され、文化財保護法に受け継がれたが、1956年（昭和31年）の同法の改正で、地方公共団体における文化財保護条例等に法令上の根拠を与えたことから、史蹟名勝天然紀念物保存法に基づいて指定された第二類（地方的ノモノ）の史跡、名勝及び天然記念物が1956年（昭和31年）1月23日付けで一斉に指定解除されたため、石霞渓の名勝指定も解除となった。
日南町は1962年11月に県立公園指定の陳情を行い、石霞渓は1964年6月1日付けで指定された奥日野県立自然公園に含まれることとなった。
1968年（昭和43年）に日南町菅沢地区に菅沢ダムが竣工すると、北石霞渓の一部はダム湖に水没した。

## 名称の由来

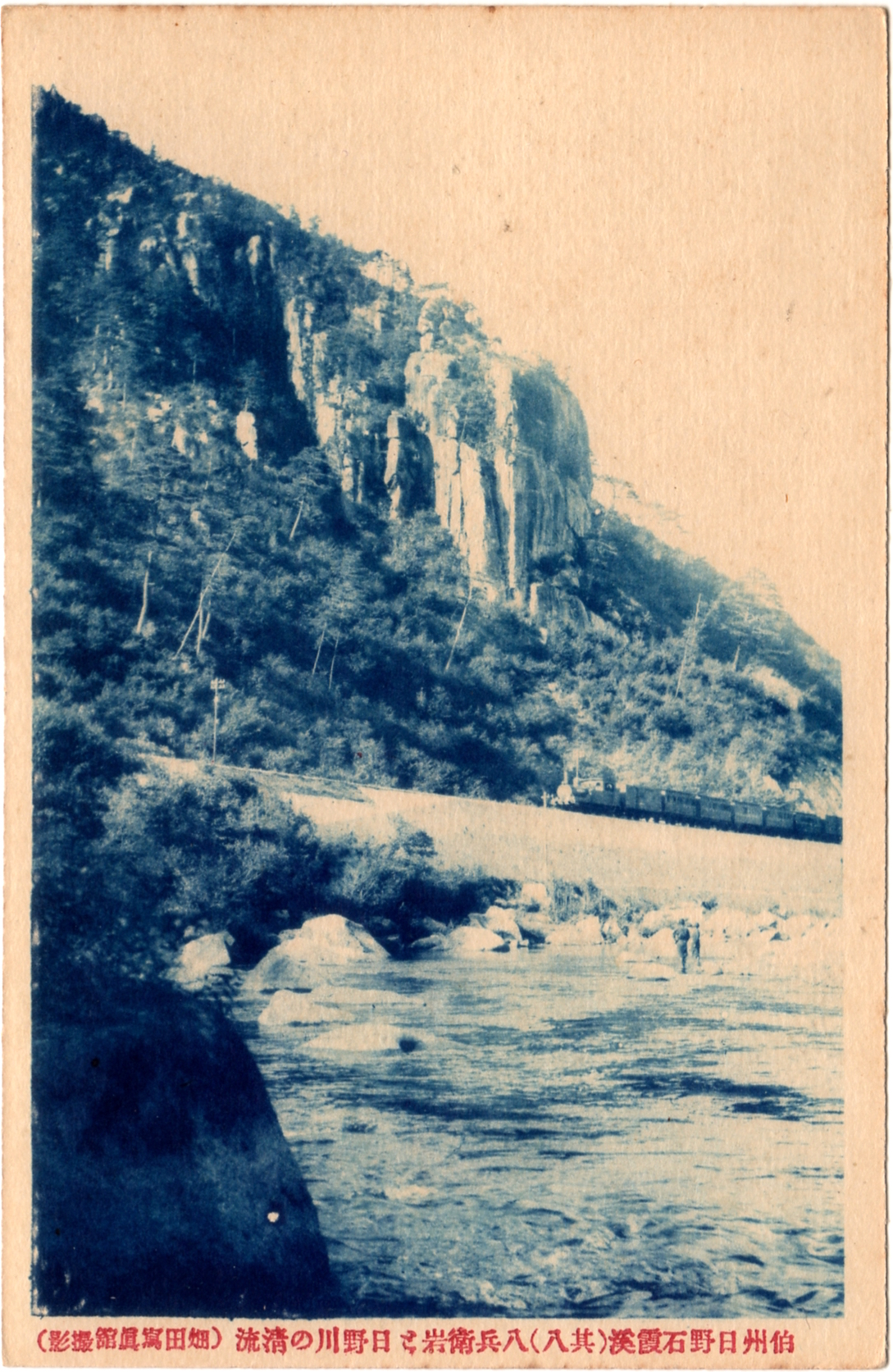
伯州日野石霞渓（其八）八兵衛岩と日野川の清流

石霞渓という名称は、1918年（大正7年）に池田茂一郎によって命名された。これは石見村および霞村にまたがる渓谷であったためであるが、池田は、この名称に「霞は動き石は動かず、正に静中動あり」という意味も込めた。
池田は石霞渓を「山陰の耶馬溪」と讃え、次の漢詩を残している。
一渓描出十洲湾　不老泉声幽谷間

蟠樹虯龍跳後壑　踞巌虎豹嘯前山

人称羅漢青門景　我愛石霞玄妙関

耶馬由来雖蓋巧　不如南伯別天寰

## 石霞渓の石仏
石霞渓の岩山に、一体の石仏がある。1945年（昭和20年）に当時の国鉄が公園化の記念と伯備線への落石防止の祈願のため、建立した。

## 昭和天皇の逸話
1965年（昭和40年）年5月8日、第16回全国植樹祭へ向かう昭和天皇・皇后両陛下を乗せたお召し列車が、石霞渓に差しかかった時、陛下から「この辺は大変景色の良い所だが、どんなところか」とのご下問があった。お召し列車の車掌を通じて問い合わせを受けた日南町役場では、返答を作文にし、後続列車に託したという。